# Carl Korsman

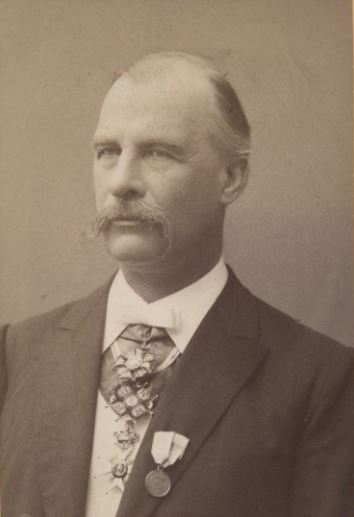
Carl Korsman under 1880-talet.

Carl Johan Korsman, född 14 juni 1829 i Pyhämaa, död 24 maj 1907 i Helsingfors, var en finländsk militär och redare.
Korsman gjorde ursprungligen militär karriär och blev vid avskaffandet av det finländska indelningsverket 1868 kapten på indragningsstat. Under 1870-talet grundade han i Åbo flera rederier för kusttrafik, men flyttade 1878 till Hangö, där han blev redare för ångfartyget S/S Express, vilket på linjen Hangö–Stockholm var det första finländska fartyget i regelbunden vintertrafik. Åren 1880–1890 var Korsman även direktör för badinrättningen i Hangö.